# Lauren Harvey
Pour les articles homonymes, voir Harvey.
Lauren Harvey, née en 1983, est une nageuse zimbabwéenne.

## Carrière
Aux Jeux africains de 1999 à Johannesbourg, Lauren Harvey est médaillée de bronze du 100 mètres brasse et du 200 mètres brasse,.